# Agalinis
Agalinis é um género botânico pertencente à família Orobanchaceae.

## Sinonímia
Dasystoma

## Espécies
Composto por 95 espécies:
Agalinis acuta Agalinis albida Agalinis angustifolia
Agalinis aphylla Agalinis aspera Agalinis auriculata
Agalinis bandeirensis Agalinis bangii Agalinis besseyana
Agalinis brachyphylla Agalinis caddoensis Agalinis calycina
Agalinis chaparensis Agalinis communis Agalinis corymbosa
Agalinis decemloba Agalinis delicatula Agalinis densiflora
Agalinis digitalis Agalinis divaricata Agalinis domingensis
Agalinis edwardsiana Agalinis erecta Agalinis fasciculata
Agalinis fiebrigii Agalinis filicaulis Agalinis filifolia
Agalinis flava Agalinis gangii Agalinis gattingeri
Agalinis genistifolia Agalinis georgiana Agalinis glauca
Agalinis grandiflora Agalinis greenei Agalinis gypsophila
Agalinis harperi Agalinis heterophylla Agalinis hispidula
Agalinis holmiana Agalinis homalantha Agalinis humilis
Agalinis itambensis Agalinis keyensis Agalinis kingii
Agalinis kingsii Agalinis lanceolata Agalinis laevigata
Agalinis laxa Agalinis linarioides Agalinis linifolia
Agalinis longifolia Agalinis marítima Agalinis megalantha
Agalinis meyeniana Agalinis microphylla Agalinis nana
Agalinis navasotensis Agalinis neoscotica Agalinis nuttallii
Agalinis obtusifolia Agalinis oligophylla Agalinis palustris
Agalinis parvifolia Agalinis paupercula Agalinis pedicularia
Agalinis peduncularis Agalinis pennellii Agalinis perennis
Agalinis pinetorum Agalinis plukeneti Agalinis pseudaphylla
Agalinis pulchella Agalinis purpurea Agalinis ramoissima
Agalinis ramossisima Agalinis ramosissima Agalinis ramulifera
Agalinis reflexidens Agalinis rigida Agalinis scarlatina
Agalinis schwackeana Agalinis setacea Agalinis skinneriana
Agalinis spiciflora Agalinis stenantha Agalinis stenophylla
Agalinis strictifolia Agalinis tarijensis Agalinis tenella
Agalinis tenuifolia Agalinis virgata Agalinis virginica
Agalinis viridis Agalinis wrightii

## Nome e referências
Agalinis Raf.